# مرکز سیمون ویزنتال

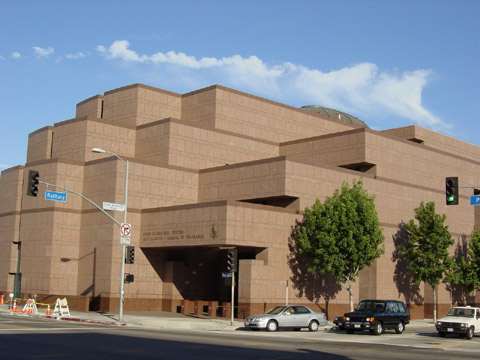
مرکز سیمون ویزنتال

مرکز سیمون ویزنتال (انگلیسی: Simon Wiesenthal Center) یا (SWC) که مقر آن در لس آنجلس، کالیفرنیا، ایالات متحده آمریکاست، در سال ۱۹۷۷ تأسیس شد و بنام شکارچی نازی سیمون ویزنتال نامگذاری شده‌است.

## هدف و وظایف
در بیانیه شرح وظایف این مرکز آمده که هدف آن بازسازی جهان از طریق سازمان بین‌المللی حقوق بشر یهودیان است.
مسؤلیت چند گانه این مرکز، آموزش مقابله با یهودستیزی، نفرت و تروریسم، ارتقاء حقوق بشر و کرامت، ایستادگی با اسرائیل، دفاع از ایمنی یهودیان در سراسر جهان و آموزش درس‌های هولوکاست برای نسل‌های آینده است.
این مرکز به عنوان یک سازمان غیردولتی (NGO) در سازمان ملل متحد، یونسکو و شورای اروپا به رسمیت شناخته شده‌است.
هدف این سازمان تقویت تحمل و درک از طریق مشارکت اجتماعی، آموزش و فعالیت اجتماعی است. این مرکز به‌طور مداوم با انواع مختلف آژانس‌های دولتی و خصوصی، ملاقات با مقامات منتخب ایالات متحده آمریکا و دولت‌های خارجی، دیپلمات‌ها و سران دولت ارتباط برقرار می‌کند.
مسائل دیگری که این مرکز دنبال می‌کند، عبارت است از: پیگرد مجرمان جنگ نازی، مبارزه با شبکه اودسا، آموزش هولوکاست و تحمل؛ امور خاورمیانه؛ گروه‌های افراطی، نئونازیسم، و نفرت در اینترنت.